# مارسيلو كويروغا سانتا كروز
مارسيلو كويروغا سانتا كروز (بالإسبانية: Marcelo Quiroga Santa Cruz)‏ (و. 1931 – 1980 م) هو سياسي، وكاتب من بوليفيا ولد في كوتشابامبا.

## التعليم
تعلم في جامعة تشيلي.

## مناصب وهيئات
أدار جامعة بوينس آيرس.